# Find Makarov: Operation Kingfish
Find Makarov: Operation Kingfish (с англ. — «Найти Макарова: Операция Кингфиш») — канадский короткометражный фильм 2011 года, посвящённый серии игр Call of Duty. Издателем фильма выступила компания Activision.

## Сюжет
Действия фильма происходят в подсерии игры Modern Warfare. Капитан Прайс и его соратники, объединившись с отрядом ОТГ-141 и Дельтой, собираются провести "Операцию Кингфиш" по поимке главного злодея Владимира Макарова.

## Актёры и роли
| Актёр          | Роль           |
| -------------- | -------------- |
| Джон Морган    | Соуп Мактавиш  |
| Дэвид Кинсмэн  | Капитан Прайс  |
| Киган Уилсон   | Гоуст          |
| Дэннис Элкок   | Роуч           |
| Рэй Дэвидс     | Сэндман        |
| Джастин Мэджор | Фрост          |
| Дэвид Брэндон  | Генерал Шепард |